# コバニ包囲戦
コバニ包囲戦（コバニほういせん）は、2014年9月16日に過激派組織ISによりシリア北部で起こされた戦闘である。トルコ国境に接するクルド人の拠点都市コバニ（アイン・アル＝アラブ）を支配下に置くことを目的として起こされた。10月2日にISは350のクルド人の町を支配下に入れた。約20万人のクルド人が移動を余儀なくされ、大部分はトルコへ越境した。
2015年1月26日、ISを迎撃していたクルド人民兵組織のクルド人民防衛隊が町の防衛に成功。アメリカ中央軍もクルド人部隊が町をほぼ掌握したと発表した。
コバニをめぐる攻防は、当時シリア内戦で最も注目される戦いだった。

## 背景
シリア北部には国民の1割にあたる200万前後のクルド人が多数暮らす。しかし、クルド人は民族主義的な独立志向が強く、アラブ人のハーフィズ・アル＝アサドとバッシャール・アル＝アサドの率いるバアス党政権から警戒され、弾圧されてきた。2011年、チュニジアから発生したアラブの春がシリアに波及すると、クルド人居住地からアサド政権軍が撤退し、かわってクルド政党の民主統一党 (PYD) とその防衛組織・人民防衛隊 (YPG) が実質的な統治を始めた。
PYDはクルディスタン労働者党 (PKK) の影響下にある組織である。冷戦下の1970年代に登場したPKKは当初はマルクス・レーニン主義を掲げていた。そのため、PKKは過激なイスラム組織と対立していた。
一方、アサド政権の勢力が及ばない他の地域では、イスラム教スンナ派の過激派組織ISが台頭する。ISはPYDをPKKの出先組織と規定し、「PKK／PYDの無神論背教者集団どもを根絶やしにする」と、敵意をむき出しにしてきた。
また、 クルディスタン民主党 (KDP)・クルディスタン愛国同盟 (PUK) などイラクの主要クルド政党はイラク戦争以降、アメリカ軍に協力・連携を強めてきた。イラクでも活動しているISはこのことを以て、クルド勢力を「キリスト教国である欧米諸国の十字軍連合の手先」と呼び敵視している。
内戦でシリアが混乱に陥ると、国外脱出などでシリアの人口は大きく減少した。YPGが守りを固めてきたものの、周囲はISによって包囲され、住民はどこへも逃げられない状況が続いていた。

## 地理
コバニはシリア北部アレッポ県、ユーフラテス川が流れる一帯に位置する。アラビア語名のアイン・アル＝アラブは「アラブの泉」を意味する。
かつてはアッシリア帝国の勢力圏にあった。オスマン帝国時代に、ドイツの鉄道会社がベルリンとバグダードを結ぶ鉄路を敷設に来た（3B政策）ことから、「カンパニー」の町と呼ばれ、それが崩れて「コバニ」と呼ばれるようになったとされる。
住民のほとんどはクルド人で、他にアラブ人・トルコ系住民・アルメニア人などが暮らしてきた。戦闘前、コバニに暮らす住民は約4万5000人、周辺地域を含めても人口7～8万ほどの小さな町。当初は、内戦の影響が他の町より深刻でなかったため地方から避難民が流入し一時、人口は倍近くに増加した。
シリア国内の他のクルド地域とは離れている。北に伸びるトルコとの国境線は、トルコ側の鉄条網が張り巡らされていて、容易に国境を越えることは出来ない。戦闘中の街の様子は、トルコ側の丘の上からテレビカメラで捉えられていた。

## 交戦勢力
IS （アラビア語:  الدولة الإسلامية）
イスラム教スンナ派の過激派集団である。イラクとシリアの広範囲を支配し、指導者のバグダディをカリフとし、その名の通り国家を自称しているが、他国からの承認は得られていない。
住民への過酷な支配で知られ、ISは制圧したクルド人居住地で、「村に押し入って1～2人の首を切断し、村人に見せつけている」など、住民を年齢問わず処刑し、隷属を強いていたという。
また、女性や異教徒（キリスト教徒・ヤジディ教徒など）に対して非常に攻撃的である。IS構成員に多くの少年兵が含まれているとも指摘された。
構成員の民族構成は多様で、中にはクルド人もいた。
クルド民主統一党 (PYD)
クルド人によって構成されるシリアの政党。

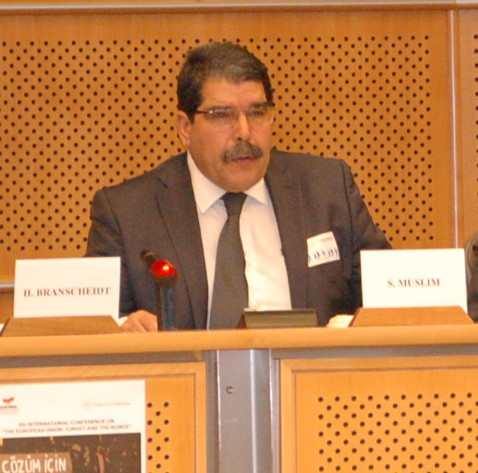
コバニ出身でPYDの指導者の1人サリフ・ムスリム。

住民の大半がクルド人で占められるシリア北部の3地方（（アフリーン、コバニ、ジャズィーラ））に裁判所・刑務所・警察署などを設置して事実上統治している。これらの地域からはアラブの春・シリア騒乱によって2012年に政府軍が撤退していた。2014年1月、PYDとその連合政党はクルド人居住地の3地方に暫定政権（ロジャヴァ）をうちたて、行政機関を整え、新憲法も導入している。
PYDの下部組織として治安維持を担当する人民防衛隊(YPG) を擁している。イスラム勢力との対決を女性解放闘争とも位置づけており、共産主義的影響も垣間見える。そのこともあって、同部隊には女性が3割程度いるとされている。また地元のクルド人だけでなく、アラブ人やトルコのクルド人の志願兵もおり、多様な構成となっている。一方で少年兵がいるという指摘もある。
長年、アメリカ・EU諸国はPYDの母体組織 クルディスタン労働者党（PKK）をテロ組織としてきたが、対IS戦では連携する動きも見せた。
2014年9月からはアメリカ空軍が空爆によってYPGを援護した。同年11月からはイラク・クルディスタン地域のクルド人民兵組織ペシュメルガもトルコを経由してYPGに加勢した。

## 戦闘の推移

### ISの侵攻

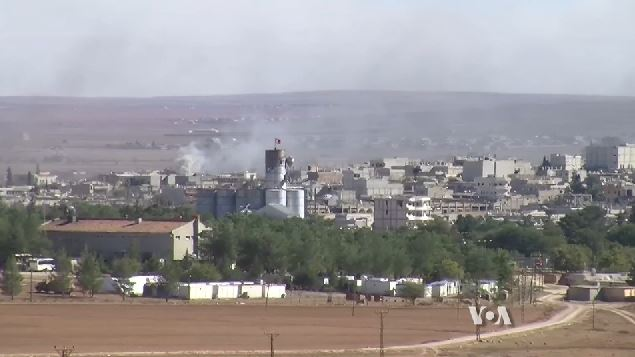
包囲下のコバニ（2014年10月）

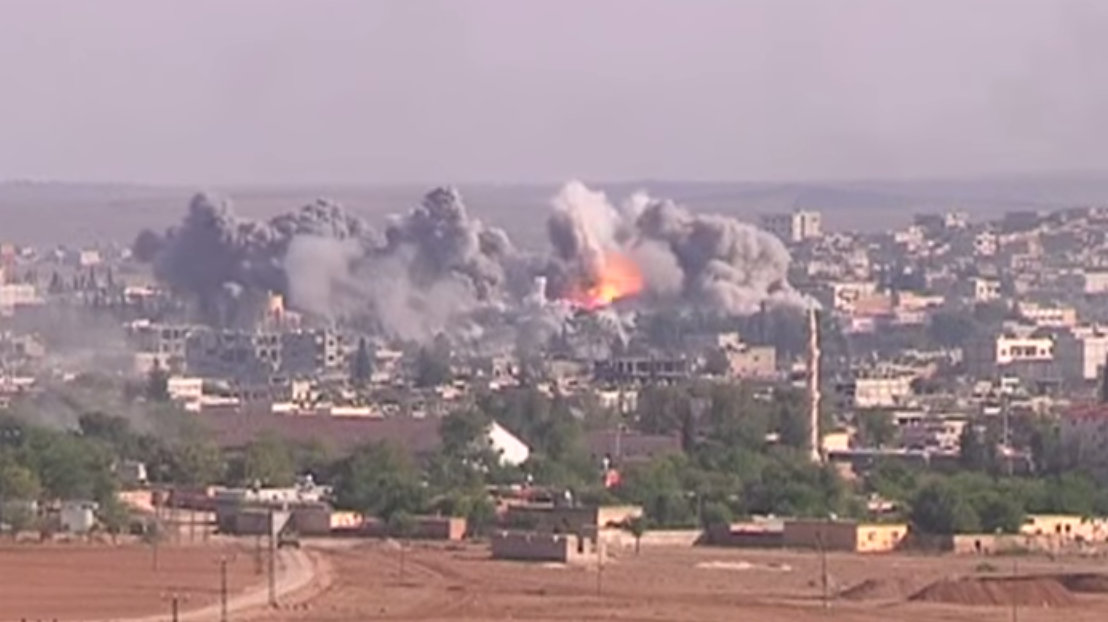
コバニのIS拠点の空爆（2014年10月22日）

2014年7月、ISはコバニとその周辺のクルド人居住地域へ進撃を開始した。強力なISに対して、武器の乏しいYPGが対抗する。しかし、ISはまず街の西部の集落を占領し、9月までには周辺の300の集落と市街地の半分も掌握した。IS侵攻に伴い数万の避難民が街道沿いに自動車を乗り捨ててトルコ国境に押し寄せた。
9月16日、ついにISの軍勢がコバニ市街地に侵入し、コバニ包囲戦が始まる。それから19日までの3日間で、ISは過去約60カ所にある村落を新たに支配下に置いたと報道された。さらにISは19日だけで39の村落を制圧し、クルド人の武装組織が陣地から撤収したとした。トルコ政府はコバニなどから避難してくるクルド人住民の急増を受け、国境を開放した。
9月21日までに、ISはコバニ周辺の村を制圧した。この時点でトルコに越境したクルド人避難民の数は10万人を超えた可能性がある。
9月23日、IS侵攻を阻止するため、アメリカ軍がIS拠点の空爆を開始した。コバニとその周辺地域には、連日6回程度の空爆が行われた。コバニへの空爆は、戦略爆撃機であるB-1が投入され、連日大量の爆弾が投下された。
10月6日、IS兵士約2000人が侵入し東部と南部でYPGと衝突、YPGは「（コバニは）陥落しているか、陥落寸前だ」（エルドアン）と言われるほど危機的状況に追い詰められた。一方でPYDによると、ISへの空爆によって「2日前に比べて良くなっている」とも伝えられた。
10月10日、ISはYPG司令部を制圧しコバニの4割を掌握したと報道された。戦線はトルコとシリアの国境からわずか1300メートルにまで近づき、陥落が現実味を帯びた。なお、この時点で約1万2000人の住民が残っており、コバニ陥落によって彼らが虐殺されることが危惧された。
10月11日未明、ISはコバニ中心部に向けて攻勢をかけた。主にコバニ南部とYPGの旧司令部近くで約1時間半にわたる激しい戦闘が行われたが、YPGに進撃を阻止されて後退した。YPGは少人数のグループに分かれて、町を包囲しているISを戦線の各所で襲撃したという。この時点で、コバニはトルコ国境の狭い一か所を除き、ISに四方を包囲された。

### ペシュメルガの参戦

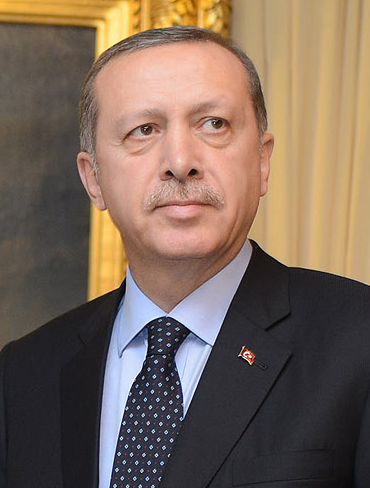
当時、エルドアンは国内のクルド人に融和的だったが、コバニを救うのには消極的だった

コバニの苦境を受け、関係者から各国にむけて支援要請が行われた。10月11日には、国際連合事務総長潘基文の意向を受け、シリア内戦の和平を仲介する国連大使スタファン・デミストゥラはトルコに対し、「あらゆる手段を使って、有志国による（ISへの）抑止行動を自国領土から支援してほしい」と述べ、紛争に対して通常は中立の立場を取る国連の代表としては異例の呼びかけを行った。
トルコの大統領エルドアンは国内の反体制派PKKの影響下にあるPYDを警戒しており、「ISと同じ」とまで発言していた。そのためコバニを守るクルド勢力への支援にも消極的だった。
10月7日、エルドアンはガジアンテップを訪問し、コバニ地区から逃れてきた難民たちに対して、IS侵攻を防ぐには空爆だけでは足りず、地上軍が必要との認識を示したが、トルコが地上軍を派遣するかは明言しなかった。同日、トルコのクルド人がトルコ政府にコバニのクルド人勢力を支援することを求めデモを行い、警官やイスラム組織と衝突、ディヤルバクルなどで15人が死亡した。政府は外出禁止令を敷き対抗する。
10月20日、トルコ政府はコバニ防衛のために、イラクのクルド人部隊ペシュメルガが自国領土内を通過することを認めた。トルコ国内のクルド人の不満をそらし、PKKの勢力を伸ばさない苦肉の策とされている。
これを受けて、約200人のペシュメルガがトルコを経由してコバニに援軍として向かった。

### クルド勢力の勝利
2014年12月末、YPGはコバニ南部の地区をISから奪還し、街の6割強を掌握していた。
2015年1月7日、YPGがISから市の官庁街を奪還し、コバニの街の8割以上を掌握した。
1月26日、ISがコバニから撤退、YPGは街を奪還したと宣言する。
1月28日、YPGがコバニの街の90％を掌握していると報道された。

## 意義・影響
コバニ包囲戦は、IS・クルド人・有志連合にとって重要な意味を持っていた。
コバニはトルコと国境を接しているため、ISがこの町を制圧すれば、武器や兵士などをトルコからシリアへ入国させやすくなる。また、長大なトルコ国境を掌握すれば、シリア北東部のクルド勢力の反撃を大きく分断することができる。
クルド人にとってはこの町が陥落することは住民の虐殺が起きることを意味していた。また、コバニはクルド労働者党 (PKK) の英雄的指導者アブドゥッラー・オジャランの出身地シャンルウルファの近くにあり、PKKとその分派PYDにとって、絶対に譲れない地という認識が強い。
PYDはこの戦いを女性解放闘争とも位置づけており、PYDが統治するハサカ県では、ISに対抗して法的な男女平等を実現する法令が制定された。
クルド人はこの戦いを通じて団結したと言われている。PKKの軍司令官セミル・バイクは、「巨大な脅威ではあったが、同時に図らずも我々を団結させた。様々な違いを残り越えて、すべてのクルド系が結集した」と述べた。
攻防戦の様子はテレビで世界中の家庭に放送され、防衛拠点が1つ奪われるたびに世界中が知ることになった。そのため、アメリカ合衆国国務長官ジョン・ケリーが、コバニを救出しないことは「倫理上、非常に困難」と宣言した。
ISは神が勝利を与えると宣伝していたが、この戦いに敗北したことによって組織の限界が露呈してしまった。

## その後
コバニ包囲戦後、PYDとアメリカ軍の協力関係は継続し、PYDはアメリカ軍の空爆支援を受けながらタル・アブヤドなどトルコ国境付近のIS支配地を次々と占領。2015年春にはコバニ地区はジャズィーラ地区と繋がり、飛び地は解消された
。
戦後、コバニの女子大学生ディロバンらが手作りでラジオ局を立ち上げ、ラジオ番組「おはよう コバニ」をスタートさせた。この様子は映画監督ラベー・ドスキーによって撮影され、映画『ラジオ・コバニ』として上映された。
2015年6月、IS戦闘員がコバニを襲撃し、230名以上の民間人、79名のIS戦闘員、23名のPYD戦闘員が死亡した（2015年ラマダン攻撃参照）。
「イスラム法に基づく国家の創設」を主張するISから攻撃を受けたことで、コバニ市民の中にはイスラム教への不信感が広まった。敬虔なイスラム教徒の間でもスカーフ強制に対する反発が報道されている。この結果、多くのムスリムが無神論者や不可知論者になった。また、以前のシリアでは改宗が法的・社会的に規制されており、家族や社会から追放されてしまうこともあったが、コバニ包囲戦後はそのような風潮は弱まった。そのためイスラム教からキリスト教への改宗が相次ぎ、2018年9月にはコバニでは数十年ぶりにキリスト教会（プロテスタントブレザレン派）が新設された。同じくクルド人が多数を占めるアフリーンでも似た傾向にあるという。

## コバニ包囲戦を題材とした作品
- 『ラジオ・コバニ』 - 2016年の映画。ラジオ番組「おはよう コバニ」についてのドキュメンタリー[28]
- ゼロカルカーレ『コバニ・コーリング（イタリア語版、英語版）』花伝社、2020年。 - 2016年の漫画